# Solanum tricuspidatum
Solanum tricuspidatum är en potatisväxtart som beskrevs av Michel Félix Dunal. Solanum tricuspidatum ingår i släktet skattor som ingår i familjen potatisväxter. Inga underarter finns listade i Catalogue of Life.